# George Monckton-Arundell
Pour les articles homonymes, voir Monckton et Arundell.
George Monckton-Arundell (né le 24 mars 1882 et mort le 27 mars 1943 à Blyth) est un administrateur colonial  et homme d'État britannique, gouverneur général de la Nouvelle-Zélande du 12 avril 1935 au 3 février 1941.